# Japanische Badmintonmeisterschaft 2012
Die Japanische Badmintonmeisterschaft 2012 fand vom 4. bis zum 9. Dezember 2012 in Tokio statt. Es war die 66. Austragung der nationalen Titelkämpfe im Badminton in Japan.

## Medaillengewinner
| Disziplin    | Gold                             | Silber                              | Bronze                           |
| ------------ | -------------------------------- | ----------------------------------- | -------------------------------- |
| Herreneinzel | Kenichi Tago                     | Sho Sasaki                          | Kazumasa Sakai                   |
| Herreneinzel | Kenichi Tago                     | Sho Sasaki                          | Yuichi Ikeda                     |
| Dameneinzel  | Kaori Imabeppu                   | Minatsu Mitani                      | Nozomi Okuhara                   |
| Dameneinzel  | Kaori Imabeppu                   | Minatsu Mitani                      | Eriko Hirose                     |
| Herrendoppel | Kenichi Hayakawa Hiroyuki Endo   | Noriyasu Hirata Hirokatsu Hashimoto | Ryōta Taohata Hiroyuki Saeki     |
| Herrendoppel | Kenichi Hayakawa Hiroyuki Endo   | Noriyasu Hirata Hirokatsu Hashimoto | Naoki Kawamae Shoji Sato         |
| Damendoppel  | Ayaka Takahashi Misaki Matsutomo | Reika Kakiiwa Mizuki Fujii          | Satoko Suetsuna Miyuki Maeda     |
| Damendoppel  | Ayaka Takahashi Misaki Matsutomo | Reika Kakiiwa Mizuki Fujii          | Shizuka Matsuo Mami Naitō        |
| Mixed        | Takeshi Kamura Koharu Yonemoto   | Shoji Sato Yumiko Nishiyama         | Ryōta Taohata Ayaka Takahashi    |
| Mixed        | Takeshi Kamura Koharu Yonemoto   | Shoji Sato Yumiko Nishiyama         | Hirokatsu Hashimoto Mizuki Fujii |